# Lingua agglutinante
Una lingua agglutinante è un tipo di lingua la cui morfologia impiega primariamente l'agglutinazione. Ciò significa che le parole sono costituite dall'accostamento di più morfemi che ne determinano il significato, ma tali morfemi (che possono includere ampliamenti o affissi) rimangono invariati dopo essere stati uniti fra di loro. Inoltre, ciascun morfema veicola un solo significato.
In ciò l'agglutinazione differisce dalla flessione, che caratterizza invece le lingue flessive. Nella flessione l'accostamento dei morfemi può indurre varie modificazioni fonetiche dei morfemi stessi, fino a fonderli o a renderli irriconoscibili. Inoltre un singolo morfema può aggiungere più di un significato.
Il termine fu introdotto da Wilhelm von Humboldt nel 1836 per classificare le lingue da un punto di vista morfologico. Deriva dal verbo latino adglutino "incollare".

## Caratteristiche
Nelle lingue agglutinanti le parole (allo stato iniziale) sono costituite dalla sola radice, a cui vengono poi aggiunti prefissi o suffissi per esprimere categorie grammaticali diverse (ad esempio genere, numero, caso o tempo verbale) e i morfemi sono espressi da affissi (e non da cambiamenti interni della radice della parola, o cambiamenti in forza o tono). Inoltre, e cosa ancor più importante, in una lingua agglutinante gli affissi non vengono mai fusi con altri, e non cambiano forma in base alla presenza di altri.
Un esempio di lingua fortemente agglutinante è il finlandese:
- kirja = libro
- kirjani = il mio libro
- kirjassa = nel libro
- kirjassani = nel mio libro
- kirjassanikin = anche nel mio libro

Le lingue agglutinanti tendono a essere molto regolari e ad avere un alto numero di affissi/morfemi per parola. Ad esempio il giapponese e il nahuatl possiedono solo due verbi significativamente irregolari, e il turco solo uno.
Le lingue sintetiche non agglutinanti sono invece dette lingue flessive poiché combinano insieme affissi da "compressione" (in inglese: squeezing), modificandoli drasticamente per giungere all'unione di parecchi significati in un solo affisso (per esempio in italiano, un solo breve suffisso verbale può indicare il "tempo passato, modo indicativo, prima persona singolare").
Il termine agglutinante è anche usato a volte come sinonimo di sintetico, anche se tecnicamente ciò non è vero. Quando è usato in questa accezione, la parola abbraccia in senso generale sia le lingue flessive sia quelle inflessive, la cui distinzione risulta meno netta di quanto si possa pensare. Entrambe possono essere considerate due conclusioni di una stessa continuità, con varie lingue che ricadono più verso un'estremità rispetto alle altre. Infatti una lingua sintetica può presentare caratteristiche agglutinanti relative al lessico ma non al sistema di casi; come avviene ad esempio, nel tedesco e nell'olandese.

## Esempi di lingue agglutinanti
Esempi di lingue agglutinanti sono:
- le lingue uraliche
- le lingue altaiche
- il basco
- il giapponese
- il coreano
- l'esperanto (cfr. agglutinazione in esperanto)
- il turco
- le lingue quechua
- le lingue dravidiche
- lo swahili
- il malay

In passato anche in gran parte dell'Iran e dell'antico Medio-Oriente si parlavano lingue agglutinanti, come il sumerico il gutiano, il lullubi e il cassita.

## Famiglie di appartenenza
Le lingue agglutinanti non sono interamente raggruppate nella stessa famiglia linguistica, anche se il finlandese e l'ungherese appartengono allo stesso gruppo (le lingue ugro-finniche), così come il giapponese e il coreano. È possibile che un'evoluzione convergente abbia portato molte lingue separate a sviluppare questa proprietà, ma sembra esista una direzione evolutiva preferenziale dalle lingue sintetiche agglutinanti alle lingue sintetiche fusive, e da queste ultime alle lingue non sintetiche, che a loro volta evolvono nuovamente in linguaggi sintetici agglutinanti. Secondo la teoria linguistica uralo altaica, le genti mongoliche, turciche, manciu-tunguse, coreane, giapponesi e ugro-finniche condividerebbero un'origine comune, e nonostante tale teoria sia considerata inverosimile al giorno d'oggi, è da notare che tutte le lingue di queste famiglie sono agglutinanti o hanno caratteristiche importanti di agglutinazione.